# Politbüro der Kommunistischen Partei Chinas
Das Politbüro der Kommunistischen Partei Chinas (chinesisch 中国共产党中央政治局, Pinyin Zhōngguó Gòngchǎndǎng Zhōngyāng Zhèngzhìjú) ist das zentrale Machtorgan in der Volksrepublik China. Es verfügt zwischen den Plenarsitzungen des Zentralkomitees der Kommunistischen Partei Chinas über alle Führungsvollmachten und hat die eigentliche Entscheidungsgewalt über die Richtlinien der Politik.

## Funktion des Politbüros
Das Politbüro der Kommunistischen Partei Chinas ist das höchste Organ der Partei und damit das höchste politische Entscheidungsgremium der VR China. Die Berufung in das Politbüro wird nach umfangreichen internen Verhandlungen in der ersten Plenarsitzung des Politbüros bekannt gegeben, welche direkt nach dem alle fünf Jahre stattfindenden Parteitag tagt. Seit dem 18. Parteikongress im November 2012 besteht es aus 25 Mitgliedern und beschäftigt sich vor allem mit Fragen der nationalen Sicherheit. Es überwacht das Rechtswesen, die Polizei und die Geheimdienste. Eine Propagandaabteilung ist zuständig für die ideologische Arbeit. Darüber hinaus bestimmt das Politbüro die Richtlinien der Regierungspolitik.
Der Ständige Ausschuss des Politbüros, bestehend aus dem Generalsekretär der Kommunistischen Partei Chinas und sechs weiteren Mitgliedern, stellt das Machtzentrum dar; seine Mitglieder bekleiden die wichtigsten Positionen im Staat.
Das Sekretariat des Zentralkomitees der KPCh organisiert die Sitzung des Politbüros und beaufsichtigt die Durchführung der Parteibeschlüsse. Im Sekretariat des ZK finden sich für alle politischen Ressorts Abteilungen, um die politische Arbeit zu koordinieren. Die Geschäftsführung des Sekretariats obliegt für das 19. Politbüro Wang Huning.

## Aktuelle Zusammensetzung
Das amtierende 20. Politbüro wurde am 22. Oktober 2022 gewählt und besteht aus 24 Mitgliedern, von denen vier (Cai Qi, Huang Kunming, Li Qiang, Chen Min'er) als Xi nahe identifiziert werden können. Sie werden als Zhejiang Clique oder auch als Neue Zhijiang Armee (chinesisch 之江新军, Pinyin Zhījiāng Xīnjūn) bezeichnet, wie der enge Kreis der Verbündeten von Xi genannt wird. Sie haben Xi in seiner Amtszeit in Zhejiang kennengelernt und daher resultiert der Name. Aus anderen Gründen, wie z. B. gemeinsames Studium an der Tsinghua-Universität, zählen Chen Xi, Li Xi, Ding Xuexiang, Yang Xiaodu und Zhang Youxia zu Xis Vertrauten. 
Nachdem das zuvor einzige weibliche Mitglied Sun Chunlan aus Altersgründen nicht mehr in das 20. Politbüro gewählt wurde, setzt sich dieses ausschließlich aus Männern zusammen.

### Ständiger Ausschuss
| 1                | 2              | 3               | 4                 | 5            | 6                   | 7           |
| ---------------- | -------------- | --------------- | ----------------- | ------------ | ------------------- | ----------- |
| Xi Jinping, 2022 | Li Qiang, 2022 | Zhao Leji, 2022 | Wang Huning, 2022 | Cai Qi, 2022 | Ding Xueqiang, 2022 | Li Xi, 2010 |
| Xi Jinping       | Li Qiang       | Zhao Leji       | Wang Huning       | Cai Qi       | Ding Xuexiang       | Li Xi       |

|    | Funktion                                                                  | Name          | chin. Name | Geburtsort,-provinz |
| -- | ------------------------------------------------------------------------- | ------------- | ---------- | ------------------- |
| 1. | Präsident, Generalsekretär, Vorsitzender der Zentralen Militärkommission  | Xi Jinping    | 习近平     | Peking              |
| 2. | Premierminister                                                           | Li Qiang      | 李强       | Rui’an, Zhejiang    |
| 3. | Vorsitzender des Nationalen Volkskongresses                               | Zhao Leji     | 赵乐际     | Xi’an, Shanxi       |
| 4. | Vorsitzender der Politischen Konsultativkonferenz des chinesischen Volkes | Wang Huning   | 王沪宁     | Shanghai            |
| 5. | Geschäftsführender Sekretär des Zentralkomitees                           | Cai Qi        | 蔡奇       | Youxi, Fujian       |
| 6. | Erster Vizepremierminister                                                | Ding Xuexiang | 丁薛祥     | Nantong, Jiangsu    |
| 7. |                                                                           | Li Xi         | 李希       | Liangdang, Gansu    |

### Einfache Mitglieder
| Name          | chin. Name | Geburtsort,-provinz        | Anmerkung                                                                                        |
| ------------- | ---------- | -------------------------- | ------------------------------------------------------------------------------------------------ |
| Ma Xingrui    | 马兴瑞     | Shuangyashan, Heilongjiang | Parteichef der Provinz Xinjiang                                                                  |
| Wang Yi       | 王毅       | Peking                     | Außenminister                                                                                    |
| Yin Li        | 尹力       | Jinan                      |                                                                                                  |
| Shi Taifeng   | 石泰峰     | Yushe                      | Vize-Vorsitzender der politischen Konsultativkonferenz                                           |
| Liu Guozhong  | 刘国中     | Wangkui                    | Vizeministerpräsident der Volksrepublik China                                                    |
| Li Ganjie     | 李干杰     | Wangcheng                  |                                                                                                  |
| Li Shulei     | 李书磊     | Yuanyang (Xinxiang)        | Leiter der Propagandaabteilung des ZK der KPCh                                                   |
| Li Hongzhong  | 李鸿忠     | Changle, Shandong          |                                                                                                  |
| He Weidong    | 何卫东     | Provinz Jiangsu            | Stellvertretender Vorsitzender der Zentralen Militärkommission der Kommunistischen Partei Chinas |
| He Lifeng     | 何立峰     | Meizhou (Guangdong)        | Vizeministerpräsident der Volksrepublik China                                                    |
| Zhang Youxia  | 张又侠     | Peking                     | Vize-Vorsitzender Zentrale Militärkommission                                                     |
| Zhang Guoqing | 张国清     | Luoshan                    | Vizeministerpräsident der Volksrepublik China                                                    |
| Chen Wenqing  | 陈文清     | Renshou, Sichuan           | Sekretär der Kommission für Politik und Recht der Kommunistischen Partei Chinas des ZK           |
| Chen Jining   | 陈吉宁     | Lishu (Siping), Jilin      | Parteichef von Shanghai                                                                          |
| Chen Min’er   | 陈敏尔     | Zhuji, Zhejiang            | Parteichef von Tianjin                                                                           |
| Yuan Jiajun   | 袁家军     | Tonghua, Jilin             | Parteichef von Chongqing                                                                         |
| Huang Kunming | 黄坤明     | Shanghang, Fujian          | Parteichef der Provinz Guangdong                                                                 |

## Historische Zusammensetzungen

### 4. Politbüro (1925–1927)
Der IV. Parteitag der Kommunistischen Partei Chinas (11. bis 22. Januar 1925) wählte ein neues Politbüro.
- Chen Duxiu (Generalsekretär)
- Mitglieder des Politbüros: Chen Duxiu, Li Dazhao, Cai Hesen, Zhang Guotao, Xiang Ying, Qu Qiubai, Peng Shuzhi, Tan Pingshan, Li Weihan
- Stellvertretende Mitglieder: Deng Pei, Wang Hebo, Luo Zhanglong, Zhang Tailei, Zhu Jintang

### 5. Politbüro (1927–1928)
Der V. Parteitag der KPCh (27. April bis 9. Mai 1927) wählte ein Zentralkomitee aus 31 ordentlichen und 14 stellvertretenden Mitgliedern.
- Vorsitzender: Chen Duxiu (Generalsekretär)
- Mitglieder des Politbüros: Chen Duxiu, Cai Hesen, Li Weihan, Qu Qiubai, Zhang Guotao, Tan Pingshan, Li Lisan, Zhou Enlai
- Stellvertretende Mitglieder: Su Zhaozheng, Zhang Tailei und andere (?)

### 6. Politbüro (1928–1945)
Der VI. Parteitag der KPCh (18. Juni bis 11. Juli 1928) wählte ein neues Zentralkomitee. Das Politbüro bestand aus sieben ständigen und sieben stellvertretenden Mitgliedern.
- Vorsitzender: Xiang Zhongfa
- Ständiger Ausschuss: Xiang Zhongfa, Zhou Enlai (Generalsekretär des Zentralkomitees), Su Zhaozheng, Xiang Ying, Zhang Guotao, Qu Qiubai, Cai Hesen
- Stellvertretende Mitglieder: Li Lisan, Yang Yin, Xu Xigen, Guan Xiangying, Luo Dengxian, Peng Pai, Lu Futan

### 7. Politbüro (1945–1956)
Auf dem VII. Parteitag der KPCh (23. April bis 11. Juni 1945) wurden 44 Mitglieder des Zentralkomitees und 33 stellvertretende Mitglieder des Zentralkomitees gewählt:
- Vorsitzender: Mao Zedong
- Ständiger Ausschuss: Mao Zedong, Zhu De, Liu Shaoqi, Zhou Enlai, Ren Bishi (Generalsekretär des Zentralkomitees).
- Mitglieder des Politbüros: Mao Zedong, Zhou Enlai, Ren Bishi († 27. Oktober 1950), Chen Yun, Liu Shaoqi, Zhu De, Kang Sheng, Gao Gang († August 1954), Peng Zhen, Dong Biwu, Lin Boqu, Zhang Wentian, Peng Dehuai, Lin Biao (ab 4. April 1955), Deng Xiaoping (ab 4. April 1955).

### 8. Politbüro (1956–1969)
Auf dem VIII. Parteitag der KPCh (15. bis 27. September 1956) wurde folgende Mitglieder und Kandidaten des Politbüros gewählt:
- Vorsitzender und Vize-Vorsitzende: Mao Zedong (Vorsitzender), Liu Shaoqi (Vize-Vorsitzender 28. September 1956 – 1. August 1966), Zhou Enlai (Vize-Vorsitzender 28. September 1956 – 1. August 1966), Zhu De (Vize-Vorsitzender 28. September 1956 – 1. August 1966), Chen Yun (Vize-Vorsitzender 28. September 1956 – 1. August 1966), Lin Biao (Vize-Vorsitzender 25. Mai 1958), Deng Xiaoping (Generalsekretär 28. September 1956 – März 1967)
- Mitglieder des Politbüros: Mao Zedong, Liu Shaoqi (bis 31. Oktober 1968), Zhou Enlai, Zhu De, Chen Yun, Deng Xiaoping (bis März 1967), Lin Biao, Lin Boqu († 29. Mai 1960), Dong Biwu, Peng Zhen (bis 1. August 1966), Luo Ronghuan († 16. Dezember 1963), Chen Yi (bis März 1967), Li Fuchun, Peng Dehuai (bis 1. August 1966), Liu Bocheng, He Long, Li Xiannian, Ke Qingshi (ab 25. Mai 1958, † 9. April 1965), Li Jingquan (ab 25. Mai 1958), Tan Zhenlin (ab 25. Mai 1958), Tao Zhu (12. August 1966 – Januar 1967), Chen Boda (ab 12. August 1966), Kang Sheng (ab 12. August 1966), Xu Xiangqian (ab 12. August 1966), Nie Rongzhen (ab 12. August 1966), Ye Jianying (ab 12. August 1966).
- Kandidaten des Politbüros: Ulanhu, Zhang Wentian, Lu Dingyi (bis Mai 1966), Chen Boda (bis 12. August 1966), Kang Sheng (bis 12. August 1966), Bo Yibo (bis 12. August 1966), Li Xuefeng (ab 12. August 1966), Song Renqiong (ab 12. August 1966), Xie Fuzhi (ab 12. August 1966).

Aus den Mitgliedern des Politbüros wurde zugleich der Ständige Ausschuss des Politbüros gebildet.

### 9. Politbüro (1969–1973)
Auf dem IX. Parteitag der KPCh (1. bis 24. April 1969) wurde folgende Mitglieder und Kandidaten des Politbüros gewählt:
- Vorsitzender und Vize-Vorsitzende: Mao Zedong (Vorsitzender), Lin Biao (Vize-Vorsitzender, † 13. September 1971)
- Mitglieder des Politbüros: Mao Zedong, Lin Biao († 13. September 1971), Zhou Enlai, Chen Boda (bis 16. November 1970), Kang Sheng, Ye Qun († 13. September 1971), Ye Jianying, Liu Bocheng, Jiang Qing, Zhu De, Xu Shiyou, Chen Xilian, Li Xiannian, Li Zuopeng (bis 24. September 1971), Wu Faxian (bis 30. August 1971), Zhang Chunqiao, Qiu Huizuo (bis 24. September 1971), Yao Wenyuan, Huang Yongsheng (bis 24. September 1971), Dong Biwu, Xie Fuzhi († 26. März 1972).
- Kandidaten des Politbüros: Ji Dengkui, Li Xuefeng (bis 30. August 1971), Li Desheng, Wang Dongxing.

Aus den Mitgliedern des Politbüros wurde zugleich der Ständige Ausschuss des Politbüros gebildet.

### 10. Politbüro (1973–1977)
Auf dem X. Parteitag der KPCh (24. bis 28. August 1973) wurde folgende Mitglieder und Kandidaten des Politbüros gewählt:
- Vorsitzender und Vize-Vorsitzende: Mao Zedong (Vorsitzender, † 9. September 1976), Hua Guofeng (Vorsitzender ab 7. Oktober 1976), Zhou Enlai (Vize-Vorsitzender, † 8. Januar 1976), Wang Hongwen (Vize-Vorsitzender bis 6. Oktober 1976), Kang Sheng (Vize-Vorsitzender, † 16. Dezember 1975), Ye Jianying (Vize-Vorsitzender), Li Desheng (Vize-Vorsitzender bis 8. Januar 1975), Deng Xiaoping (Vize-Vorsitzender 10. Januar 1975 bis 7. April 1976), Hua Guofeng (Vize-Vorsitzender 7. April bis 7. Oktober 1976), Deng Xiaoping (Vize-Vorsitzender ab 7. Oktober 1976).
- Mitglieder des Politbüros: Mao Zedong († 9. September 1976), Zhou Enlai († 8. Januar 1976), Wang Hongwen (bis 6. Oktober 1976), Kang Sheng († 16. Dezember 1975), Ye Jianying, Li Desheng (bis 8. Januar 1975), Zhu De († 6. Juli 1976), Dong Biwu (bis 2. April 1975), Zhang Chunqiao (bis 6. Oktober 1976), Hua Guofeng, Liu Bocheng, Jiang Qing (bis 6. Oktober 1976), Zhu De († 6. Juli 1976), Xu Shiyou, Chen Xilian, Li Xiannian, Yao Wenyuan (bis 6. Oktober 1976), Ji Dengkui, Wu De, Wang Dongxing, Chen Yonggui, Wei Guoqing, Deng Xiaoping (ab 21. Juli 1977).
- Kandidaten des Politbüros: Wu Guixian, Su Zhenhua, Ni Zhifu, Sai Fuding.

Aus den Mitgliedern des Politbüros wurde zugleich der Ständige Ausschuss des Politbüros gebildet.

### 11. Politbüro (1977–1982)
Auf dem XI. Parteitag der KPCh (12. bis 18. August 1977) wurde folgende Mitglieder und Kandidaten des Politbüros gewählt:
- Vorsitzender und Vize-Vorsitzende: Hua Guofeng (Vorsitzender bis 28. Juni 1981, Vize-Vorsitzender ab 28. Juni 1981), Hu Yaobang (Generalsekretär ab 29. Februar 1980, Vorsitzender ab 29. Juni 1981), Ye Jianying (Vize-Vorsitzender), Deng Xiaoping (Vize-Vorsitzender), Wang Dongxing (Vize-Vorsitzender bis 29. Februar 1980), Zhao Ziyang (Vize-Vorsitzender),
- Mitglieder des Politbüros: Hua Guofeng, Ye Jianying, Deng Xiaoping, Li Xiannian, Wang Dongxing (bis 29. Februar 1980), Geng Biao, Wei Guoqing, Su Zhenhua († 7. Februar 1979), Nie Rongzhen, Ulanhu, Ni Zhifu, Fang Yi, Li Desheng, Xu Xiangqian, Peng Chong, Yu Qiuli, Liu Bocheng, Xu Shiyou, Zhang Tingfa, Chen Xilian (bis 29. Februar 1980), Wu De (bis 29. Februar 1980), Ji Dengkui (bis 29. Februar 1980), Chen Yonggui (bis 29. Februar 1980), Deng Yingchao (ab 22. Dezember 1978), Chen Yun (ab 22. Dezember 1978), Hu Yaobang (ab 22. Dezember 1978), Wang Zhen (ab 22. Dezember 1978), Zhao Ziyang (ab 28. September 1979), Peng Zhen (ab 28. September 1979).
- Kandidaten des Politbüros: Chen Muhua, Zhao Ziyang (bis 28. September 1979), Sai Fuding.

Aus den Mitgliedern des Politbüros wurde zugleich der Ständige Ausschuss des Politbüros gebildet.

### 12. Politbüro (1982–1987)
Auf dem XII. Parteitag der KPCh (1. bis 12. September 1982) wurde folgende Mitglieder und Kandidaten des Politbüros gewählt:
- Generalsekretär: Hu Yaobang (bis 16. Januar 1987), Zhao Ziyang (ab 16. Januar 1987).
- Ständiger Ausschuss des Politbüros: Hu Yaobang, Deng Xiaoping, Li Xiannian, Ye Jianying (bis 16. September 1985), Zhao Ziyang, Chen Yun
- Sonstige Mitglieder: Wan Li, Xi Zhongxun, Fang Yi, Yang Shangkun, Peng Zhen, Liao Chengzhi († 10. Juni 1983), Yang Dezhi, Yu Qiuli, Hu Qiaomu, Ni Zhifu, Wang Zhen (bis 16. September 1985), Wei Guoqing (bis 16. September 1985), Ulanhu (bis 16. September 1985), Deng Yingchao (bis 16. September 1985), Li Desheng (bis 16. September 1985), Song Renqiong (bis 16. September 1985), Zhang Tingfa (bis 16. September 1985), Nie Rongzhen (bis 16. September 1985), Xu Xiangqian (bis 16. September 1985), Tian Jiyun (ab 24. September 1985), Qiao Shi (ab 24. September 1985), Li Peng (ab 24. September 1985), Wu Xueqian (ab 24. September 1985), Hu Qili (ab 24. September 1985), Yao Yilin (ab 24. September 1985).
- Kandidaten des Politbüros: Yao Yilin (bis 24. September 1985), Chen Muhua.

### 13. Politbüro (1987–1992)
Auf dem XIII. Parteitag der KPCh (25. Oktober bis 2. November 1987) wurden folgende Mitglieder und Kandidaten des Politbüros gewählt:
- Generalsekretäre: Zhao Ziyang (bis 23. Juni 1989), Jiang Zemin (ab 24. Juni 1989).
- Ständiger Ausschuss des Politbüros: Zhao Ziyang (bis 23. Juni 1989), Li Peng, Hu Qili (bis 23. Juni 1989), Qiao Shi, Yao Yilin, Yang Shangkun.
- Sonstige Mitglieder des Politbüros: Jiang Zemin, Song Ping, Li Ruihuan, Hu Yaobang († 15. April 1989), Wan Li, Li Tieying, Tian Jiyun, Li Ximing, Yang Rudai, Qin Jiwei, Wu Xueqian.
- Kandidaten des Politbüros: Ding Guangen.

### 14. Politbüro (1992–1997)
Auf dem XIV. Parteitag der KPCh (12. bis 19. Oktober 1992) wurde folgende Mitglieder und Kandidaten des Politbüros gewählt:
- Generalsekretär: Jiang Zemin
- Ständige Ausschuss des Politbüros: Jiang Zemin, Li Peng, Qiao Shi, Li Ruihuan, Zhu Rongji, Liu Huaqing, Hu Jintao
- sonstige Mitglieder des Politbüros: Ding Guangen, Tian Jiyun, Li Lanqing, Li Tieying, Yang Baibing, Wu Bangguo, Zou Jiahua, Chen Xitong (bis 25. September 1995), Jiang Chunyun, Qian Qichen, Wei Jianxing, Xie Fei, Tan Shaowen († 3. Februar 1993), Huang Ju (ab 28. September 1995).
- Kandidaten des Politbüros: Wen Jiabao, Wang Hanbin.

### 15. Politbüro (1997–2002)
Auf dem XV. Parteitag der KPCh (12. bis 19. September 1997) wurde die im Folgenden genannten Mitglieder und Kandidaten des Politbüros gewählt. Die einzige Frau war Wu Yi.
- Generalsekretär: Jiang Zemin.
- Ständiger Ausschuss des Politbüros: Jiang Zemin, Li Peng, Zhu Rongji, Li Ruihuan, Hu Jintao, Wei Jianxing, Li Lanqing.
- Sonstige Mitglieder: Ding Guangen, Tian Jiyun, Li Changchun, Li Tieying, Wu Bangguo, Wu Guanzheng, Chi Haotian, Zhang Wannian, Luo Gan, Jiang Chunyun, Jia Qinglin, Qian Qichen, Huang Ju, Wen Jiabao, Xie Fei.
- Kandidaten des Politbüros: Zeng Qinghong, Wu Yi.

### 16. Politbüro (2002–2007)
Auf dem XVI. Parteitag der KPCh (8. bis 14. November 2002) wurde die im Folgenden genannten Mitglieder und Kandidaten des Politbüros gewählt. Die Zahl der Mitglieder des ständigen Ausschusses des Politbüros wurde von sieben auf neun erhöht.
- Generalsekretär: Hu Jintao.
- Ständiger Ausschuss des Politbüros: Hu Jintao, Wu Bangguo, Wen Jiabao, Jia Qinglin, Zeng Qinghong, Huang Ju, Wu Guanzheng, Li Changchun, Luo Gan
- andere Mitglieder: Cao Gangchuan, Chen Liangyu (bis 24. September 2006), Guo Boxiong, He Guoqiang, Hui Liangyu, Liu Qi, Liu Yunshan, Wang Lequan, Wang Zhaoguo, Wu Yi, Yu Zhengsheng, Zeng Peiyan, Zhang Dejiang, Zhang Lichang, Zhou Yongkang.
- Kandidaten: Wang Gang

### 17. Politbüro (2007–2012)
Auf dem XVII. Parteitag der KPCh (15. bis 21. Oktober 2007) wurde folgende Mitglieder des Politbüros gewählt:
- Generalsekretär: Hu Jintao.
- ständiger Ausschluss des Politbüros: Hu Jintao, Wu Bangguo, Wen Jiabao, Jia Qinglin, Li Changchun, Xi Jinping, Li Keqiang, He Guoqiang, Zhou Yongkang.
- einfache Mitglieder des Politbüros: Wang Gang, Wang Lequan, Wang Zhaoguo, Wang Qishan, Hui Liangyu, Liu Qi, Liu Yunshan, Liu Yandong, Li Yuanchao, Wang Yang, Zhang Gaoli, Zhang Dejiang, Yu Zhengsheng, Xu Caihou, Guo Boxiong, Bo Xilai (bis 10. April 2012).

### 18. Politbüro (2012–2017)
Auf dem XVIII. Parteitag der KPCh (8. bis 14. November 2012) wurde folgende Mitglieder des Politbüros gewählt:
- Generalsekretär: Xi Jinping.
- Mitglieder des Politbüros: Ma Kai, Wang Huning, Liu Yandong, Liu Qibao, Xu Qiliang, Sun Chunlan, Sun Zhengcai, Li Jianguo, Li Yuanchao, Wang Yang, Zhang Chunxian, Fan Changlong, Meng Jianzhu, Zhao Leji, Hu Chunhua, Li Zhanshu, Guo Jinlong, Han Zheng.

Aus den Mitgliedern des Politbüros wurde zugleich der Ständige Ausschuss des Politbüros gebildet.

### 19. Politbüro (2017–2022)
Auf dem XIX. Parteitag der KPCh (8. bis 25. Oktober 2017) wurde folgende Mitglieder des Politbüros gewählt:
- Generalsekretär: Xi Jinping.
- Mitglieder des Politbüros: Li Keqiang, Li Zhanshu, Wang Yang, Zhao Leji, Han Zheng, Ding Xuexiang, Liu He, Xu Qiliang, Sun Chunlan, Li Xi, Li Qiang, Li Hongzhong, Hu Chunhua, Yang Jiechi, Yang Xiaodu, Zhang Youxia, Chen Xi, Chen Quanguo, Chen Min'er, Guo Shengkun, Huang Kunming, Cai Qi.

Aus den Mitgliedern des Politbüros wurde zugleich der Ständige Ausschuss des Politbüros gebildet.

### 20. Politbüro (ab 2022)
Auf dem XX. Parteitag der KPCh (16. bis 22. Oktober 2022) wurde die Zahl der Mitglieder des Politbüros von 25 auf 24 reduziert. Von den 17 nicht-ständigen Mitgliedern wurden 13 neu gewählt. Unter den 24 Mitgliedern befand sich keine einzige Frau. Folgende Mitglieder des Politbüros wurden gewählt:
- Generalsekretär: Xi Jinping
- ständiger Ausschluss des Politbüros: Xi Jinping, Li Qiang, Zhao Leji, Wang Huning, Cai Qi, Ding Xuexiang, Li Xi
- einfache Mitglieder: Ma Xingrui, Wang Yi, Yin Li, Shi Taifeng, Liu Guozhong, Li Ganjie, Li Shulei, Li Hongzhong, He Weidong, He Lifeng, Zhang Youxia, Zhang Guoqing, Chen Wenqing, Chen Jining, Chen Min’er, Yuan Jiajun, Huang Kunming